# یواس‌اس مک‌لاناهان (دی‌دی-۲۶۴)
یواس‌اس مک‌لاناهان (دی‌دی-۲۶۴) (به انگلیسی: USS McLanahan (DD-264)) یک کشتی بود که طول آن ۹۵٫۸۱ متر (۳۱۴٫۳ فوت) بود. این کشتی در سال ۱۹۱۸ ساخته شد.